# ギュンター・リュッチェンス

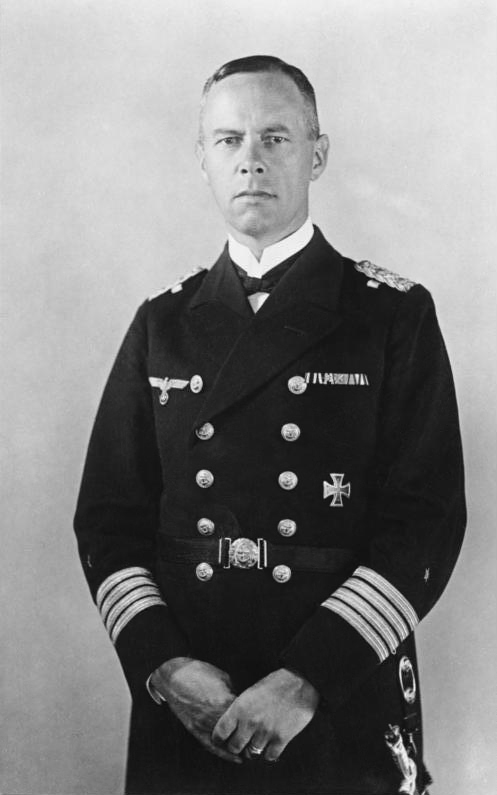
「カールスルーエ」艦長当時のリュッチェンス大佐

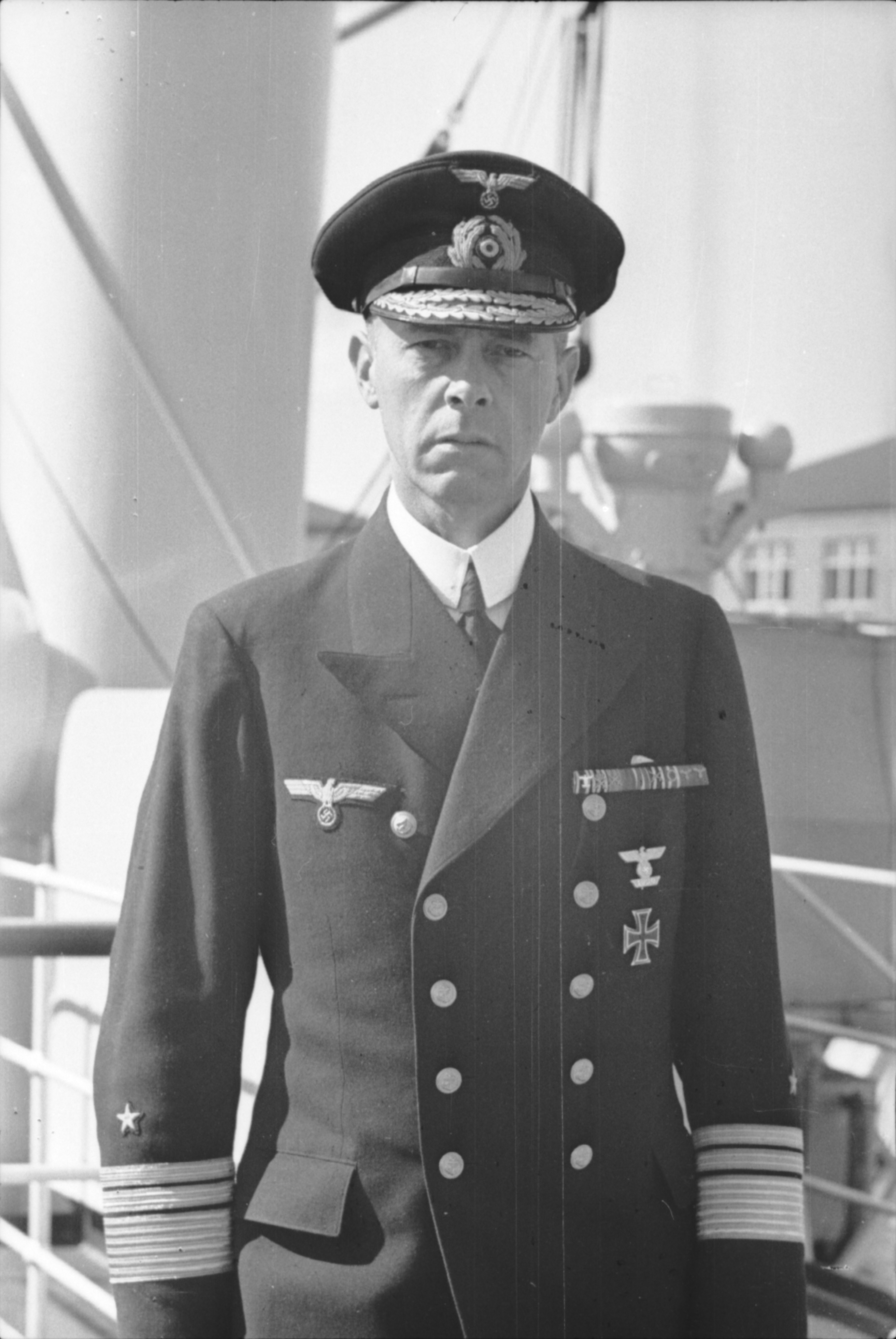
海軍中将時代のリュッチェンス（1940年4月）

ヨハン・ギュンター・リュッチェンス(Johann Günther Lütjens、1889年5月25日 - 1941年5月27日）は、ドイツの海軍軍人。最終階級は海軍大将。第3代ドイツ艦隊司令長官。騎士鉄十字章受章。
ヴィースバーデン生まれ。ライン演習作戦中に戦艦「ビスマルク」艦上で戦死。
戦後の西ドイツ海軍リュッチェンス級駆逐艦の1番艦にその名が冠されている。

## 生涯

### 初期の軍歴
1907年、キール海軍兵学校入校。巡洋艦「フレイヤ」乗組を経て、任官後は1910年まで戦艦「エルザス」乗組、その後1913年まで装甲巡洋艦「ケーニヒ・ヴィルヘルム」乗組。その後第一次世界大戦終結まではフランドル沿岸において魚雷艇の艦長としてダンケルク攻撃などに参加した。
戦後、1918年から海運会社に勤めたが、1921年に新生ヴァイマル共和国海軍に士官として復帰した。1925年までは第三魚雷艇隊に所属し、後に隊の司令官となった。1933年、軽巡洋艦「カールスルーエ」艦長。1936年には海軍人事部長となった。1937年には魚雷艇部隊の総指揮官となり、少将に昇進した。1938年11月には、いわゆる水晶の夜を非難する署名が行われた時、共に水晶の夜を抗議した三人の提督の一人だった。

### 第二次世界大戦
第二次世界大戦開戦後、偵察部隊司令官となった。1939年9月13日、イギリス沿岸への機雷敷設から帰還する駆逐艦の出迎えのため軽巡洋艦「ニュルンベルク」「ケルン」及び「ライプツィヒ」を率いて出撃し、イギリス潜水艦「サーモン」により「ニュルンベルク」及び「ライプツィヒ」を損傷させられる。
1940年4月の北欧侵攻（ノルウェー・デンマーク侵攻作戦）では、北海で巡洋戦艦「シャルンホルスト」と「グナイゼナウ」を含む援護艦隊を指揮して、英巡洋戦艦「レナウン」と交戦した。1940年6月には、戦艦戦隊司令官及び第三代ドイツ艦隊司令長官（英国本国艦隊司令長官相当）に就任した。
艦隊司令長官前任者のヴィルヘルム・マルシャル海軍中将（後に海軍上級大将）は、海上作戦時の裁量範囲を巡って海軍総司令部（海軍軍令部相当）と衝突し、ついに解任された。マルシャルは「シャルンホルスト」以下を率いて行動中にノルウェーから撤退する連合軍部隊を発見し、命令に背いてこれを攻撃し、英航空母艦「グローリアス」と護衛の駆逐艦「アカスタ」及び「アーデント」を沈めたが、「シャルンホルスト」も魚雷攻撃を受けて損傷した。この命令違反によってマルシャルはリュッチェンスと交代させられた。初代の司令長官も同様の理由で交代させられたため、リュッチェンスは中央の命令に一字一句従うことに決めた。
1941年初めには「シャルンホルスト」及び「グナイゼナウ」を率いて大西洋通商破壊作戦（ベルリン作戦）に従事し、11万5千トンに上る連合国商船を沈めてフランスのブレストに帰還した。

### 戦艦「ビスマルク」の最初で最後の作戦
次いで、「ビスマルク」、「シャルンホルスト」、「グナイゼナウ」と新たに就役した「ティルピッツ」の全戦艦を率いて、大西洋での一大通商破壊作戦であるいわゆるライン演習作戦を指揮することとなった。いくつかの理由から、「ティルピッツ」と二隻の巡洋戦艦は参加できず、「ビスマルク」と重巡洋艦「プリンツ・オイゲン」のみで行われることとなった。
引き続く戦闘については、「ビスマルク」の項に詳しい。最後の戦闘で戦艦「キング・ジョージ5世」の14インチ砲弾の一斉射撃によって大口径弾が「ビスマルク」の船首方向から貫通し、恐らく弾薬庫の誘爆を引き起こして、二基の前部主砲塔を含む船体の前部の大半が破壊された。この時、艦橋と中央砲戦指揮所が破壊され、リュッチェンスは多数の士官が戦死した時に一緒に戦死したものと思われる。

## 人物
- 寡黙で堅実な人物として知られている。
- 厳格なドイツ海軍士官であり、ヒトラー総統を前にしてもナチス式敬礼を決して行わず、帝政時代の海軍式敬礼を貫き通していた[2]。また、必要がない限り、帝政時代の軍服を着ていた[3]。